# Sui Gongdi
Der Sui-Kaiser Sui Gongdi, auch Kaiser Gong von Sui (chinesisch 隋恭帝, Pinyin Suí Gōngdì, Jyutping Ceoi4 Gung1dai6; * 605; † 4. September 619; Geburtsname Yang You 楊侑,  Yáng Yòu) genannt, war der letzte Kaiser der chinesischen Sui-Dynastie. Er herrschte von 617 bis 618.
Nachdem sein Großvater Kaiser Yang erwürgt worden war, wurde Yang You in Chang’an zum Kaiser Gong gekrönt. In Wirklichkeit war er jedoch nur eine Marionette des Regenten Li Yuan. Ein Jahr nach der Krönung wandte sich Li Yuan gegen den Kaiser, nahm Luoyang ein und begründete die Tang-Dynastie. Er ließ Yang You zwar am Leben, aber die Herrschaft der Sui-Dynastie war vorüber.
| Vorgänger | Amt                      | Nachfolger     |
| --------- | ------------------------ | -------------- |
| Yang      | Kaiser von China 617–618 | Gaozu von Tang |

| Personendaten    | Personendaten |
| ---------------- | --- |
| NAME             | Sui Gongdi |
| ALTERNATIVNAMEN  | Suí Gōngdì (Pinyin); Ceoi4 Gung1dai6 (Jyutping); 隋恭帝 (chinesisch, Lang- und Kurzzeichen); Yáng, Yòu (Geburtsname, Pinyin); Joeng4, Jau6 (Geburtsname, Jyutping); 楊侑 (Geburtsname, chinesisch, Langzeichen); 杨侑 (Geburtsname, chinesisch, Kurzzeichen) |
| KURZBESCHREIBUNG | Kaiser der chinesischen Sui-Dynastie |
| GEBURTSDATUM     | 605 |
| STERBEDATUM      | 4. September 619 |